# Magdalena Wunderlich
Magdalena Wunderlich, född den 16 maj 1952 i Großhesselohe, Bayern, är en västtysk kanotist.
Hon tog OS-brons i K-1 i slalom i samband med de olympiska kanottävlingarna 1972 i München.